# Gnathia phallonajopsis
Gnathia phallonajopsis är en kräftdjursart som beskrevs av Théodore Monod 1925. Gnathia phallonajopsis ingår i släktet Gnathia och familjen Gnathiidae. Inga underarter finns listade i Catalogue of Life.